# Spitzenschoner

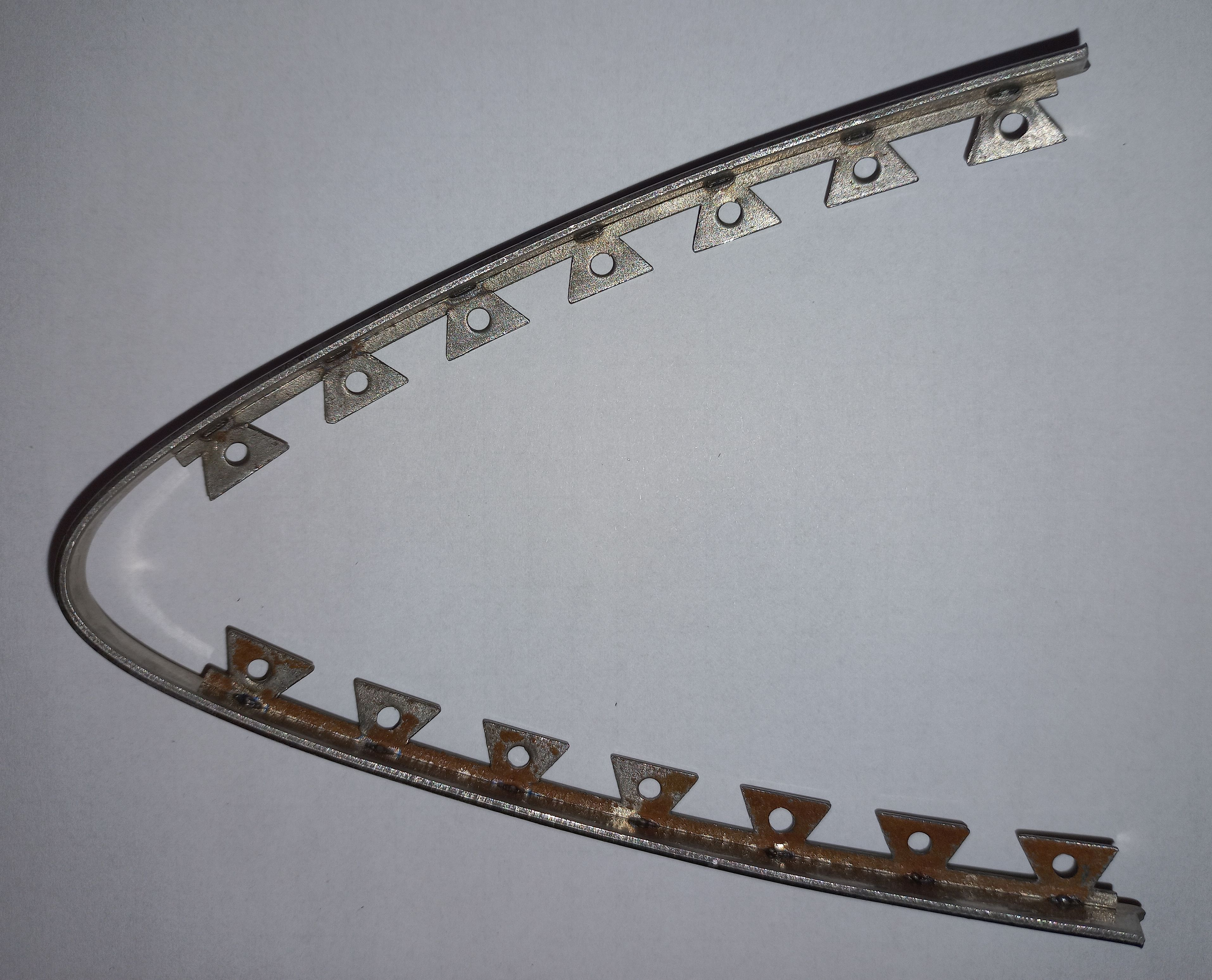
Spitzenschoner (auch Spitzbügel etc. genannt) aus den 1970er-Jahren

 Spitzenschoner (auch Spitzbügel oder Spitzenschutz oder Stahlkantenbügel genannt) dient zum Schutz der Skispitze und bildet die Fortsetzung der seitliche angebrachten Stahlkante. Der Spitzenschoner wird während der Herstellung des Skis mit den anderen Komponenten so weit wie möglich unlösbar verbunden.

## Geschichte
Mitte der 1960er-Jahre kamen die ersten Kunststoffski als Serienprodukt auf den Markt. Diese hatten ursprünglich keine Verstärkung an der Skispitze, weswegen es zu einer starken Abnützung kommen konnte. Unter anderem begann der Skihersteller Kästle mit Versuchen für die industrielle Produktion, um dieses Problem zu beheben. Die ersten Spitzenschoner wurden unter anderem von der Firma Mechanische Werkstätte Alfred König (damals Bregenz) auf Grundlage der Idee von Kästle versuchsweise hergestellt. Die Spitzenschoner wurden von Alfred König so verbessert und technisch umgesetzt, dass diese in Serie hergestellt werden konnten. Auf der Skipiste beim Kitzsteinhorn wurde von Kästle diese damalige Innovation 1966 erfolgreich getestet. Die Fa. Kästle bestellte bei der Fa. König 10.000 Stück und diese wurden ab September 1966 produziert. Von Toni Arnsteiner (Blizzard Ski) kam bereits Ende September 1966 an die Fa. König ein Auftrag zur Produktion von 100.000 Stück Spitzenschoner. Ab 1967 belieferte die Fa. König – außer Kneissl, Atomic und Fischer Ski – alle 72 damals bestehenden Skifabriken in Österreich mit etwa 500.000 bis 600.000 Spitzenschoner jährlich, zeitweise auch in die Schweiz, Deutschland und Frankreich. Weitere Hersteller von Spitzenschonern in Österreich waren die Firma Huber in Götzis, Pittl in Fulpmes und Kinzel in Wien. Die Fa. Kinzel meldete dann auch ein Patent an, wodurch teilweise Lizenzgebühren bezahlt werden mussten.

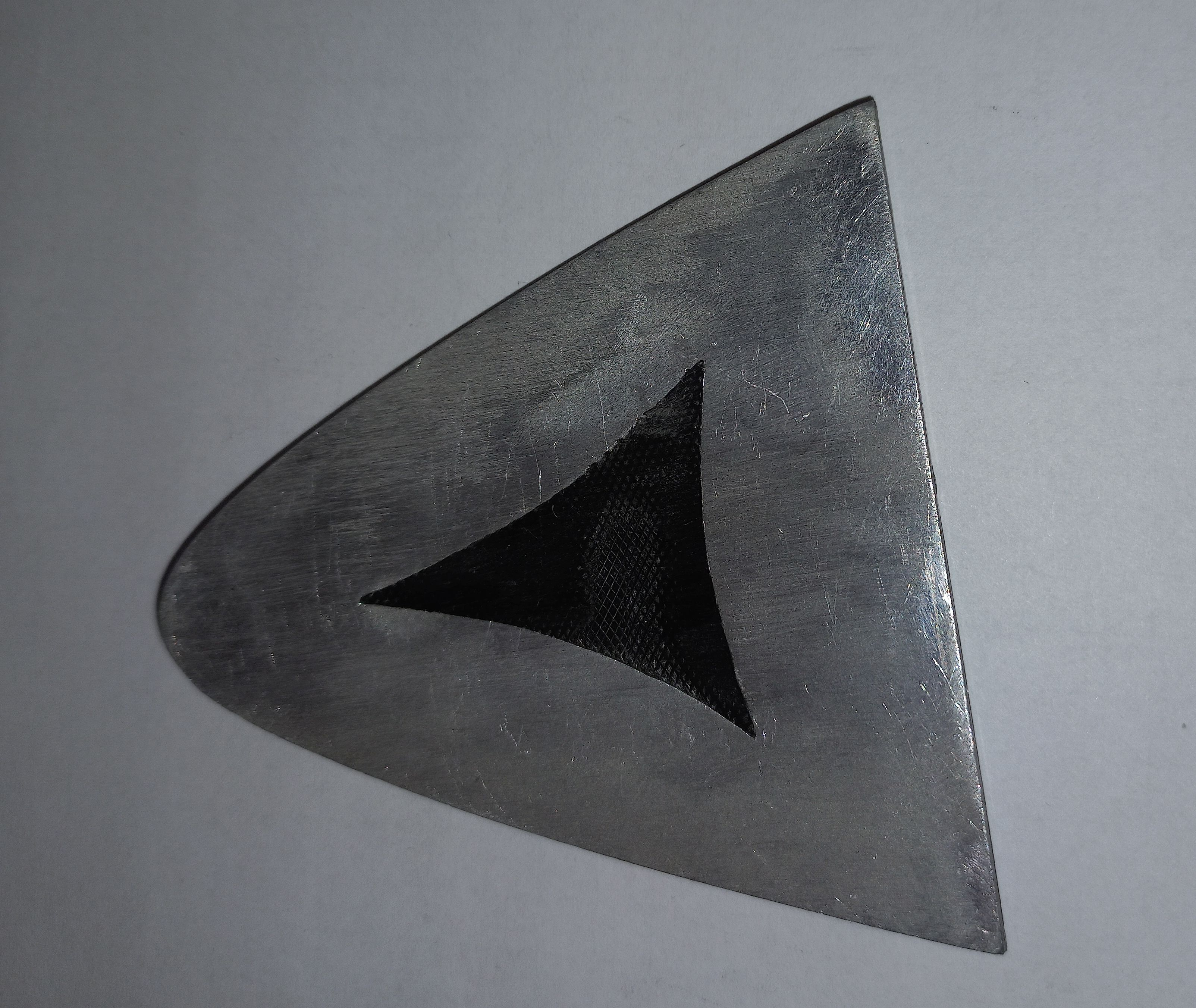
Spitzplättchen aus den 1970er-Jahren

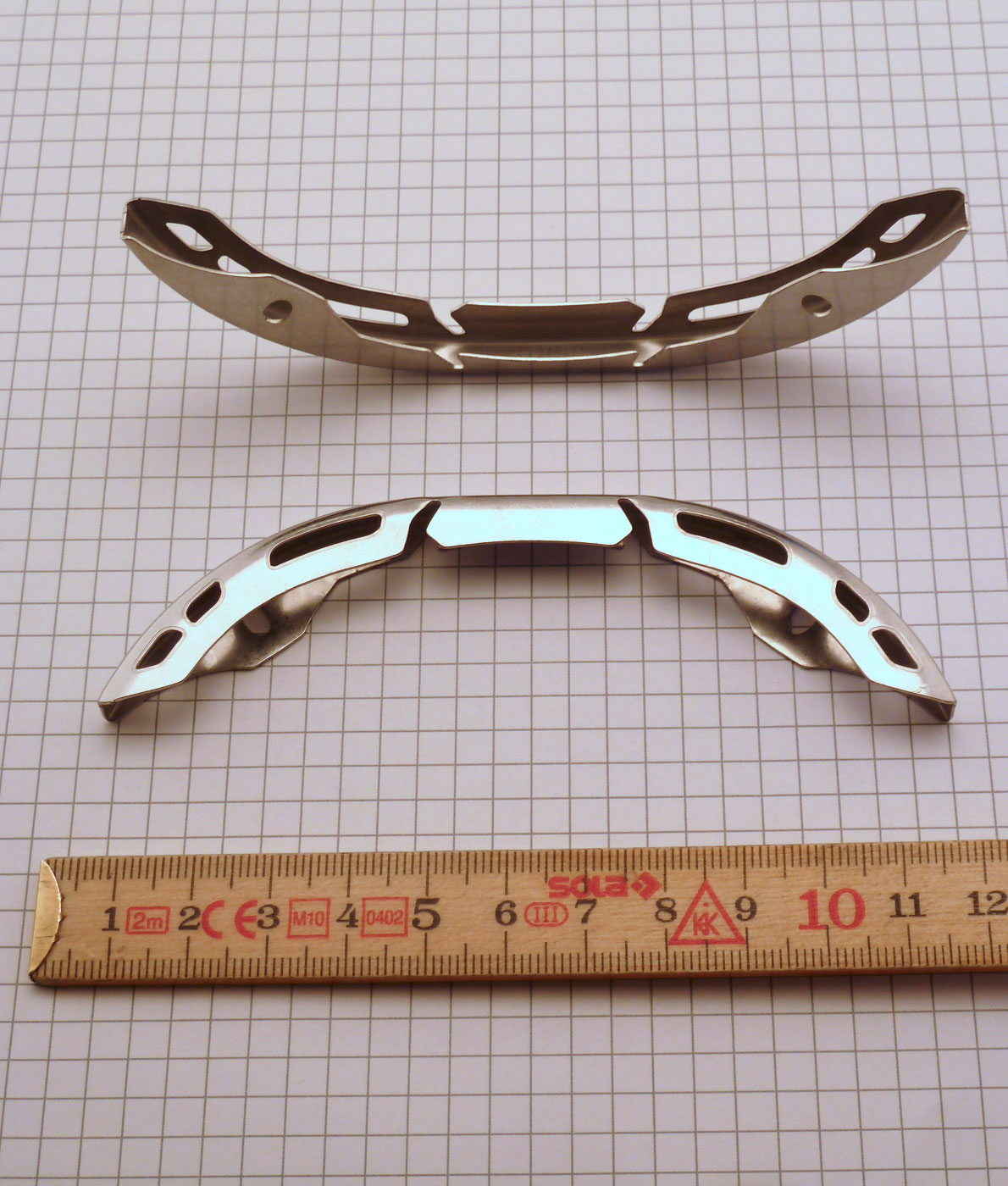
Moderner Spitzenschoner für Carvingski

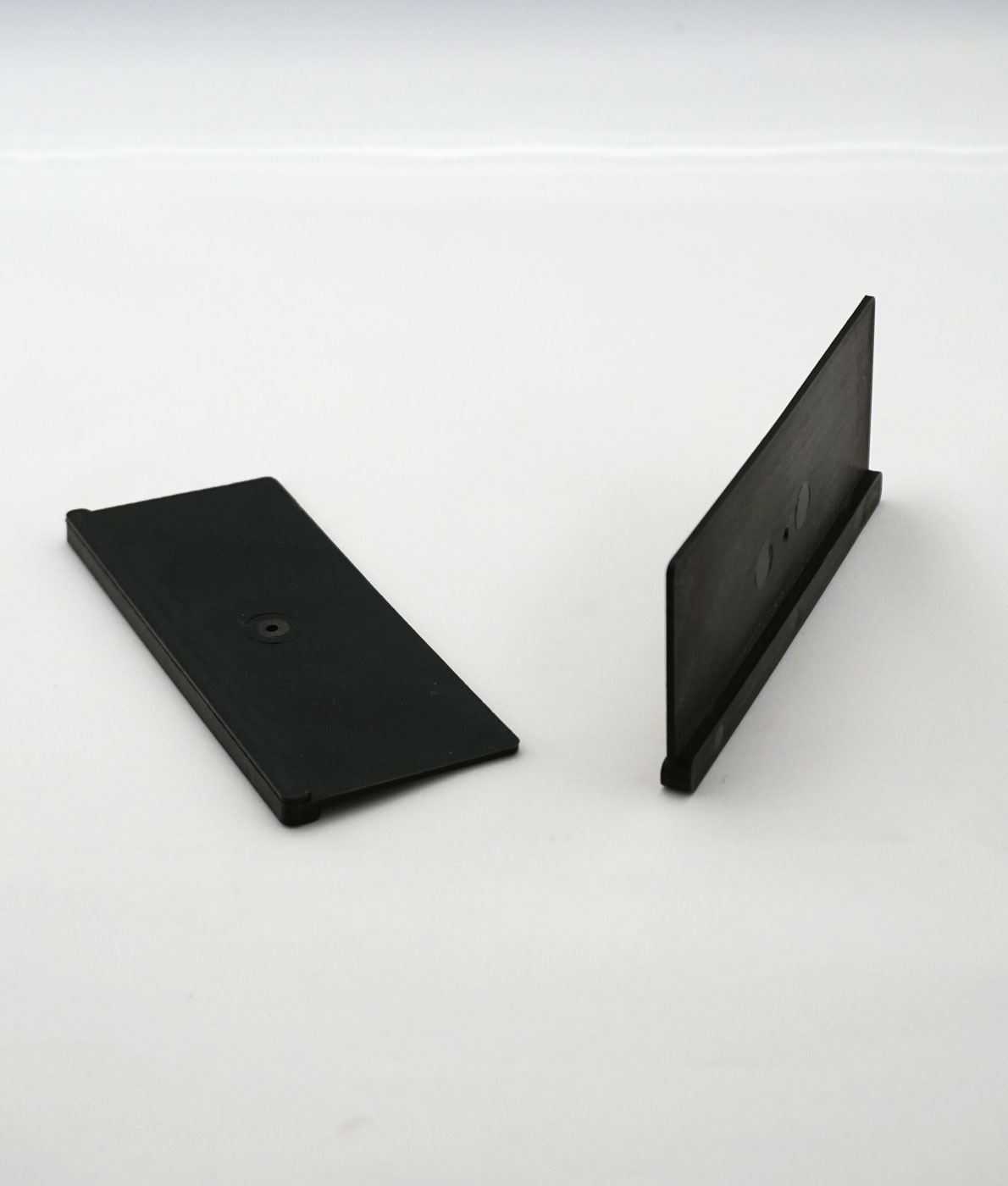
Moderner Endenschoner für Carvingski

## Funktion
Spitzenschoner sollen primär die Seitenwangen der Skispitze schützen und bündig abdecken und unter Umständen auch die Oberkante der Ski schützen. Spitzenschoner beeinflussen grundsätzlich nicht die Fahreigenschaft eines Skis, sondern schützen diesen vor mechanischen Einwirkungen. Diese wurden industriell erst für den alpinen Skilauf entwickelt. Spitzenschoner bestehen in der Regel aus Stahl, rostfreiem Stahl, Leichtmetall oder Kunststoff.

## Weitere Skibauteile

### Spitzplättchen
Eine ähnliche Funktion haben Spitzplättchen oder Spitzeneinlagen. Spitzplättchen als Schaufeleinlage ersetzten teilweise die Skispitze (Fa. Head). Spitzenschoner bzw. Spitzplättchen sollen verhindern, dass einzelne Schichten des Skis bei der Verwendung beschädigt werden. Spitzplättchen werden im modernen Skibau nicht mehr verwendet.

### Skispitze
Die Skispitze ist im allgemeinen Sprachgebrauch das Ende der Skischaufel. Als Skispitze(n) (auch Spitzenschoner) aber werden auch nachträglich im Handel erhältliche und in Eigenregie anzubringende Metall-, Gummi- oder Kunststoffteile bezeichnet. Diese dienen nach der Montage dem Schutz der Oberfläche vor dem Verkratzen.

### Stahlkante
Die Stahlkante (auch Laufkante) ist der seitliche Schutz und Begrenzung der Skis und dient primär dazu, die Griffigkeit beim Kurvenfahren zu erhöhen. Die seitliche Stahlkante schließt möglichst übergangsfrei an den Spitzenschoner und den Endenschoner an.

### Endenschoner
Das Gegenstück zum Spitzenschoner und Abschluss am Skiende ist der Endenschoner (aus Kunststoff, Stahl oder Aluminium), der ebenfalls als Schutz der Skier – vor allem bei der Lagerung und dem Transport – dient.